# Woomera (Waffe)

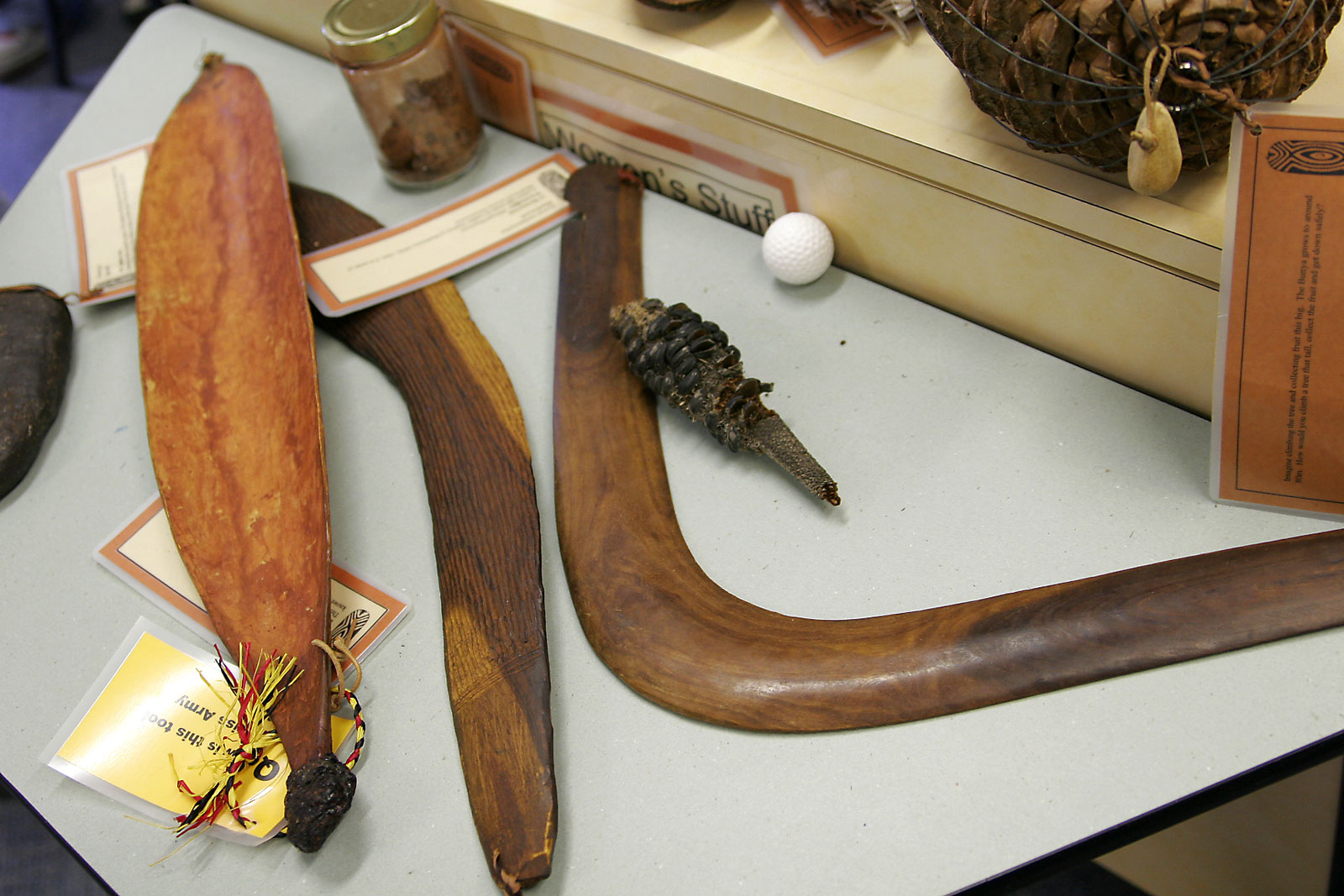
Produkte von Aborigines; von links: Speerschleuder Woomera, Wurfholz für die Jagd, rückkehrender Bumerang

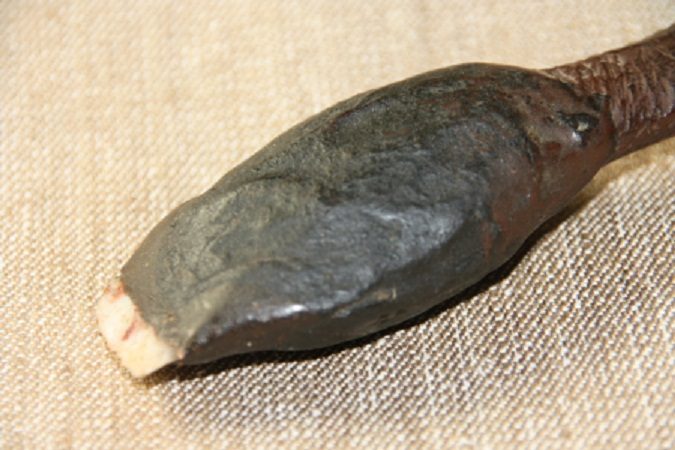
Ein scharfer Stein am Ende des Griffes

Eine Woomera ist eine dem amerikanischen Atlatl vergleichbare Speerschleuder der Aborigines in Australien. Der Name „woomera“ wurde geprägt vom Stamm der Eora, der ursprünglich in der Gegend des heutigen Sydney beheimatet war.
Besonders in den Wüstengebieten Zentralaustraliens wurden Woomeras vielseitig eingesetzt. Sie waren oft so gefertigt, dass sie auf ihrer Innenseite saugfähiges Pflanzenmaterial unterbringen konnten, das zuvor in Wasser getränkt wurde. Getrunken wurde durch Aussaugen. Im Gegensatz zu anderen Behältnissen ist dieser Transport sicher vor dem Verschütten des knappen Wassers.
Der Griff war häufig aus dem Gummi der Spinifexpflanze hergestellt. An der gegenüberliegenden Seite war oft ein scharfer Feuerstein angebracht, wodurch das Woomera auch als Schneidewerkzeug zu gebrauchen war. Manche Versionen waren an der Seitenkante zu einer Art Säge ausgearbeitet, die dazu diente, mit der Hilfe eines Australischen Feuerschilds durch Feuersägen Feuer zu entfachen.